# Descontaminación radiactiva
Cuando sobre una superficie se deposita una contaminación radiactiva, resulta necesario proceder a una serie de operaciones para su limpieza que se conocen como descontaminación radiactiva. Las superficies contaminadas pueden ser tanto de objetos como de seres vivos.

## Descontaminación en personas
La descontaminación se realiza mediante lavado o duchas. El lavado ha de ser enérgico para asegurar la eliminación del elemento contaminante, pero no tanto como para abrir heridas que pudieran servir al contaminante de entrada en el torrente sanguíneo.
El agua del lavado debe tratarse posteriormente como residuo radiactivo.

## Descontaminación enparamentos
Cuando la contaminación es superficial, entre los tratamientos están la eliminación de pintura, o primeros centímetros de las superficies de paredes, suelos y techos.

## Descontaminaciónquímica
Entre las opciones de descontaminación está la descontaminación química. Esta se realiza tanto en instalaciones en funcionamiento como en el desmantelamiento de las mismas. En la mayoría de los casos el objetivo es reducir los niveles de radiación para que los trabajadores puedan permanecer en las cercanías. En instalaciones en operación no siempre realizan la descontaminación hasta niveles de acceso sin restricciones, de modo que se minimiza el deterioro de los sistemas descontaminados. En el caso de descontaminación para desmantelamiento, no existe esta preocupación, por lo que se pueden emplear agentes más potentes.